# Klaus Tschütscher
Klaus Tschütscher (* 8. červenec 1967) bývalý premiér Knížectví Lichtenštejnska. Je ženatý a má dvě děti.

## Vzdělání a politika
Vystudoval univerzitu ve švýcarském městě St. Gallen roku 1996 a má titul doktora práv.
25. března 2009 se stal složením přísahy premiérem Knížectví Lichtenštejnska. V letech 2005 - 2009 byl ministrem ekonomie, soudnictví a sportu. 27. března 2013 se stal jeho nástupcem v úřadu premiéra Adrian Hasler.